# 야기 노리히로
야기 노리히로(일본어: 八木 教広, やぎ のりひろ, 1969년 -)는 일본 오키나와현 출신의 만화가이다. 일본 팬들 사이에서의 애칭은 야기짱(八木ちゃん)이다.
데뷔작 이후 새로운 작품마다 질적으로 많은 향상을 보여 왔지만, 일관된 주제는 '이형(異形)의 사람이 지닌 인간애(人間愛)'이다. 취미는 하드 록 감상, 비디오 게임, 운전, 격투기이다. 가장 좋아하는 코미디 듀오로 다운타운을 꼽았다.

## 주요 작품
- UNdeadman (1990년): 데뷔작. 이 작품으로 제 32회 아카츠카상에 입선했다.

- 엔젤전설 (1993 ~ 2000년): 월간 소년점프에 연재했다. '천사같은 마음'과 '악마같은 외모'를 동시에 지닌 기타노의 학교 생활을 그리고 있으며, 인기에 힘입어 장기 연재작이 되었다.

- 클레이모어 (2001년 ~ 완결): 월간 소년 점프 → 주간 소년 점프 → 점프 스퀘어로 연재처를 옮겨왔다. 코믹한 분위기였던 엔젤전설과는 달리 진지한 설정으로, 역시 장기 연재 하였으며, 현재는 완결되었다.